# Momodou Bojang (Politiker)
Momodou Bojang (* im 20. Jahrhundert) ist ein ehemaliger gambischer Offizier und Politiker.

## Leben
Bojang hatte nach dem Putsch in Gambia 1994 und der Zeit des Armed Forces Provisional Ruling Council (Militärjunta und Übergangsregierung) den Rang eines Major in der Gambia Armed Forces (GAF). Er war für seine harte Hand bekannt und Folter wurde ihm nachgesagt. Um 1996 war er als Divisional Commissioner in der Central River Region eingesetzt.
Am 8. März 1997, nach der Präsidentschaftswahl 1996 am 26. September 1996, wurde er von Präsidenten Jammeh ins Kabinett als Innenminister (State for Interior and Religious Affairs) berufen und löste Lamin Kaba Bajo ab. Im Januar 1999 kam es zu einer großen Regierungsumbildung, bei der der kompromisslose und zunehmend unpopuläre Innenminister Bojang entlassen wurde, er wurde von Ousman Badjie abgelöst.
Um 2016 soll sich Bojang in Wisconsin den Vereinigten Staaten aufhalten.